# Telingana cognata
Telingana cognata är en insektsart som beskrevs av William Lucas Distant. Telingana cognata ingår i släktet Telingana och familjen hornstritar. Inga underarter finns listade i Catalogue of Life.